# ベッドルームで召し上がれ
『ベッドルームで召し上がれ』（ベッドルームでめしあがれ）は著者・鈴木鈴、イラスト・しゅがすくのライトノベル。単行本は電撃文庫（アスキー・メディアワークス）より2012年4月から発売されている。

## あらすじ
宵原蓮は黒噤学園への転入早々、黒噤ゆずりという少女と出会い、さま付で慕われた挙句一方的に奉仕されるようになった。
ゆずりには"禍卵"と呼ばれる悪夢を現実にする卵に憑かれているという秘密があり、蓮には夢を食べる少女"禍姫"テパに憑かれているという秘密があった。
"禍卵"に憑かれた者たちは、黒噤学園の地下にある"ベッドルーム"という場所に集まり"禍姫"に悪夢を食べてもらうことで事態は落ち着くため、蓮は少女たちと一緒に寝なくてはならなくなった。

## 登場人物

### ベッドルームのメンバー
宵原 蓮（よいはら れん）
本作の主人公。自らに憑いているテパに思春期の少年特有の夢をところ構わず現実化されてしまい、迷惑がっている。テパからはパパと呼ばれている。
テパ
蓮に憑いている少女で、彼以外の人間には見えない。"禍姫"と呼ばれる夢を食べる存在で、彼女がげっぷをすると食べられた夢の一部が現実に反映される。
黒噤 ゆずり（くろつぐみ ゆずり）
蓮が初めて出会った少女。出会って早々さま付で慕われている。
黒噤 合歓（くろつぐみ ねむ）
黒噤学園理事長で、ゆずりの姉にあたる。かわいらしい容姿とは裏腹に、常にナイフを持ち歩くなど物騒な一面もある。
黛 スミレ（まゆずみ すみれ）
黒噤学園の生徒で、いわゆる文武両道タイプ。ボーイッシュな性格で、一人称は僕。
小夜町 月歌（さよまち げっか）
濡羽 彼岸（ぬればね ひがん）
小学生。

### その他
宵原 わらび（よいはら わらび）
蓮の妹である中学生。

## 既刊一覧
- 鈴木鈴（著）・しゅがすく（イラスト） 『ベッドルームで召し上がれ』 アスキー・メディアワークス〈電撃文庫〉、既刊2巻（2012年7月10日現在）
  1. 2012年4月10日発売[1]、ISBN 978-4-04-886542-5
  2. 2012年7月10日発売[2]、ISBN 978-4-04-886730-6